# Carabodes tsushimaensis
Carabodes tsushimaensis är en kvalsterart som beskrevs av Aoki 1970. Carabodes tsushimaensis ingår i släktet Carabodes och familjen Carabodidae.

## Underarter
Arten delas in i följande underarter:
- C. t. tsushimaensis
- C. t. dorsalis